# Cirrospilus festivus
Cirrospilus festivus är en stekelart som först beskrevs av Girault 1915.  Cirrospilus festivus ingår i släktet Cirrospilus och familjen finglanssteklar. Inga underarter finns listade i Catalogue of Life.